# Blastoyz
Blastoyz（ブラストイズ）は、イスラエル出身のエレクトロニカ音楽プロデューサー、DJであり、本名はKobi Nigreker（コビ・ニグレカー）。サイケデリックトランスジャンルでの活動で知られ、エネルギッシュなパフォーマンスと独自のスタイルで国際的な評価を受けている。

## 経歴
- イスラエルのベイト・エズラで生まれ、10代の頃から音楽制作に興味を持ち、自宅スタジオで独学で楽曲制作を始めた[2]。
- 兵役終了後、本格的に音楽活動を開始し、2012年にデビューアルバム『Something for Your Mind』をリリース[3]。
- その後、世界各地の音楽フェスティバルに出演し、2018年にはNetflixのシリーズ『Insatiable』のシーズン2第1話で楽曲「After Dark」が使用された[4]。

### 音楽スタイルと影響
- 伝統的なサイケデリック・トランスの要素と現代的なプロダクション技術を融合させたもので、複雑なメロディー、力強いベースライン、サイケデリックな効果音が特徴である[5]。
- インフェクテッド・マッシュルームやAstral Projectionなどのアーティストから影響を受けている。[6]

## 主な出演とコラボレーション
- Blastoyzは、Tomorrowland、Ultra Music Festival、Boom Festival、Universo Paralelloなど、世界的な音楽フェスティバルに出演している[7]。
- Vini Vici、Reality Test、Skazi、インフェクテッド・マッシュルーム、モービーなどのアーティストとコラボレーションを行っている[8][9]。

### 国際的評価
- 2020年と2021年、『DJ Mag』の「Top 100 DJs」に選出され、それぞれ97位と94位を獲得した[10][11]。
- 革新的なサイケデリックサウンドとエネルギッシュなスタイルが『Ghost Producer Blog』などで、評価されている[12]。

## ディスコグラフィ

### アルバム
- Something for Your Mind (Geomagnetic.TV, 2012)
- We Love Rave (Nutek Records, 2015)
- Step Aside (Nutek Records, 2015)
- Parvati Valley (Nutek Records, 2016)
- Step Aside (The Remixes) (Nutek Records, 2019)
- Kabalah (Reality Testとのコラボレーション, Nutek Records, 2019)
- High on Acid (WELVRAVE, 2022)
- Mother North (Technical Hitchとのコラボレーション, WELVRAVE, 2022)

## シングルとコラボレーション
- ABCD (Reality Testとのコラボレーション, 2023)
- Indian Spirit (Sajanka、Liora Itzhakとのコラボレーション, 2022)
- Heart on a Tree (Skaziとのコラボレーション, 2020)
- Gaia (Vini Vici、Jean Marieとのコラボレーション, 2018)
- Opera Haus (Jason Rossとのコラボレーション, 2024)[14]